# Урочище Дебриця
Урóчище «Дéбриця» — заповідне урочище в Українських Карпатах, в масиві Ґорґани. Розташоване в межах Яремчанської міської ради Івано-Франківської області, на північ від села Дора (нині — частина Яремчі). 
Складається з двох охоронюваних ділянок 40,7 та 13,8 га. Розташоване на території Дорівського лісництва. Оголошено пам'яткою природи місцевого значення рішенням облвиконкому № 264 від 07.07.1972 року. 
Є цінним природним насадженням смереки, бука і ялиці віком понад 140 років. Розташоване в мальовничому місці з видом на долину річки Прут. Є мальовнича алея з модрин.

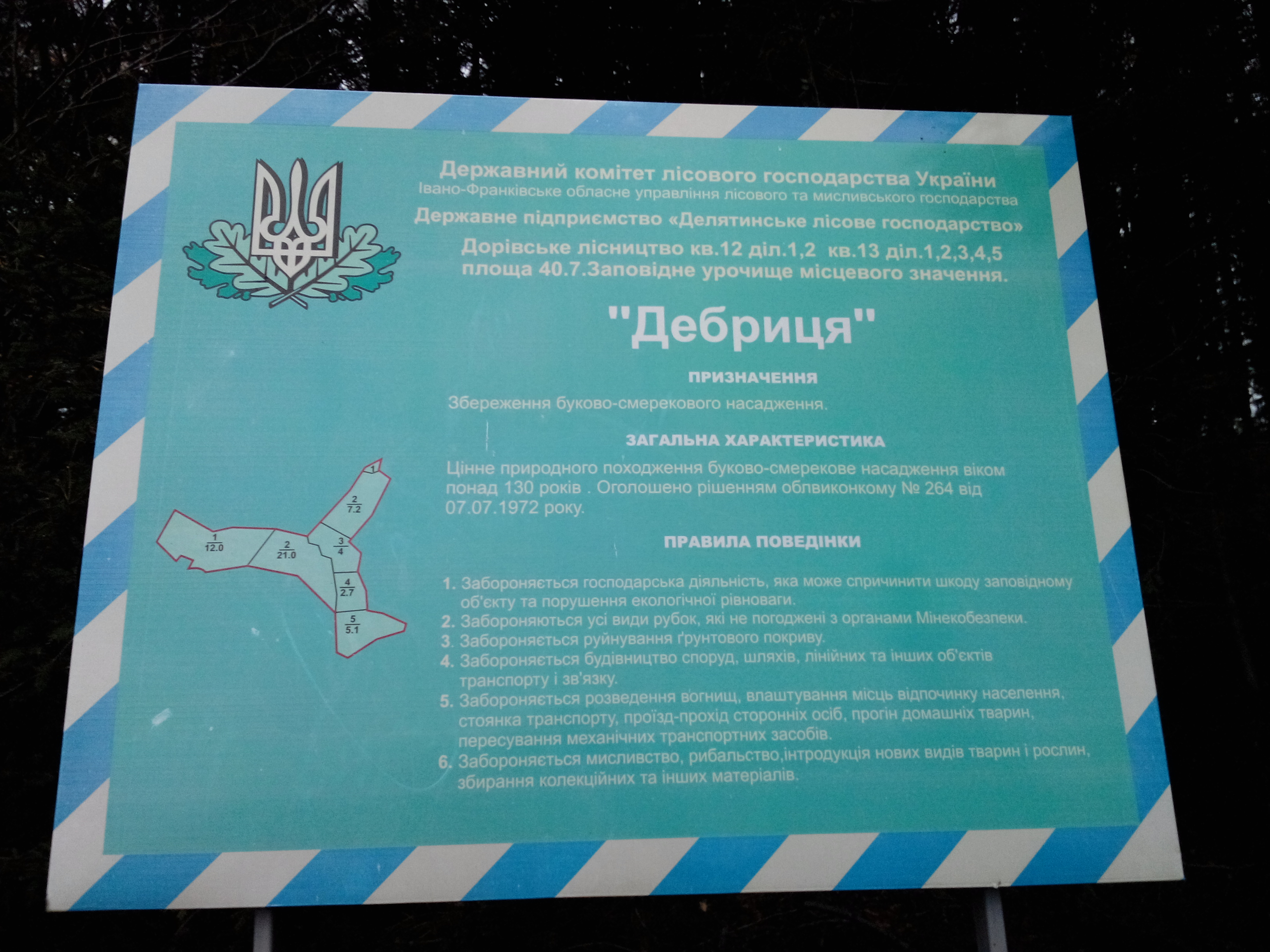
Інформаційний знак урочища